# Universidad Mariano Gálvez de Guatemala
La Universidad Mariano Gálvez de Guatemala es una universidad privada en Guatemala. Su nombre hace referencia al prócer y preclaro jurisconsulto Doctor José Mariano Gálvez (Jefe del Estado de Guatemala entre 1831 y 1838), fundador de la Academia de Estudios y reformador de la educación guatemalteca, quien promovió importantes innovaciones en todos los órdenes de la vida del Estado. Luchó por que la enseñanza fuera laica, fue fundador de la Biblioteca y Museo Nacional, respetó las leyes y garantías individuales, libertad de prensa y emisión del pensamiento.
La universidad cuenta con carreras de Pregrado (Licenciaturas), Postgrados (Maestrías y Doctorados); además dispone de una Escuela de Idiomas y facultades como Administración de Empresas, Ciencias de la Comunicación, Ciencias Económicas, Ciencias Jurídicas y Sociales, Ingeniería, Humanidades, Medicina, Psicología, Teología, entre otras.

## Historia

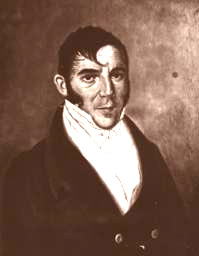
Dr. Mariano Gálvez, jefe del Estado de Guatemala (1831-1839)

La universidad Mariano Gálvez de Guatemala fue fundada en 1966, en ese año se aprobó como una institución de educación superior por el Consejo Superior Universitario de la Universidad de San Carlos de Guatemala. El primer ciclo dio inicio el 2 de marzo de 1966 en un acto donde el Rector de la Universidad de San Carlos de Guatemala pronunció el discurso de saludo y el primer Rector de la universidad.
En 1968, la Universidad Mariano Gálvez abrió las carreras de Derecho, Economía, Ingeniería Civil, Administración de Empresas, Teología y Humanidades. Posteriormente se abrieron carreras cortas en Pedagogía y Artes Plásticas, Gerencia, Economía Aduanera y Visita Médica.
En el año de 1972 la Universidad inició su traslado al Campus Central actual, donde ha desarrollado una infraestructura física que incluye complejos para Observatorio, Biblioteca, un Teatro al aire libre, jardines, un bosque ecológico, un centro de cómputo e instalaciones deportivas.

## Ideales
La Universidad Mariano Gálvez reconoce la trascendental importancia de los supremos valores del Cristianismo en la vida del hombre y de la sociedad. La Universidad Mariano Gálvez tiene autonomía en el orden normativo, académico, administrativo, disciplinario y económico. Está desligada de toda actividad política partidista. Reconoce el derecho de los estudiantes a organizarse libremente en asociaciones, siempre que lo hagan con el propósito de realizar actividades culturales, sociales o deportivas.

## Facultades
- Facultad de Arquitectura

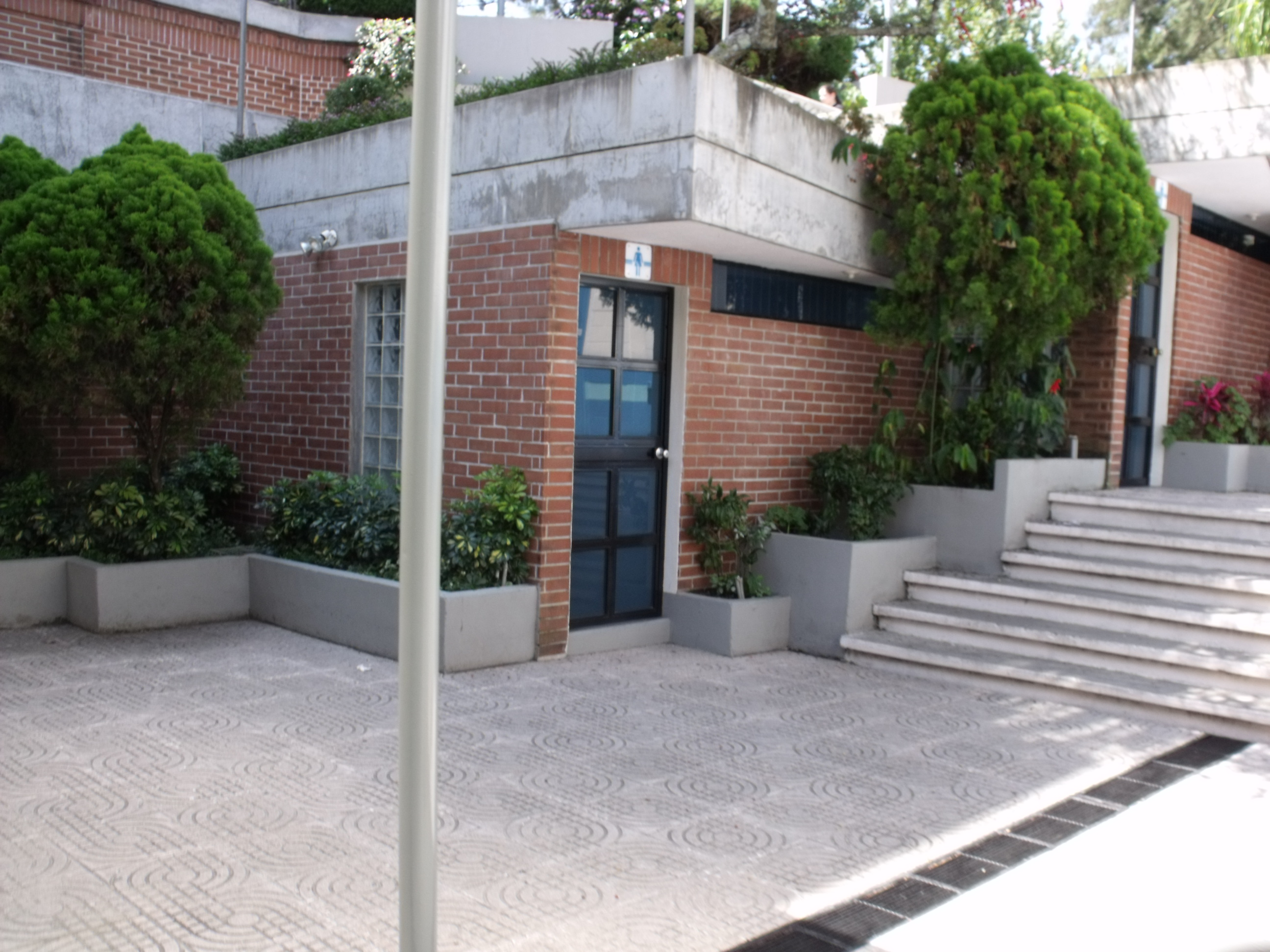
Interior del edificio principal de la universidad.

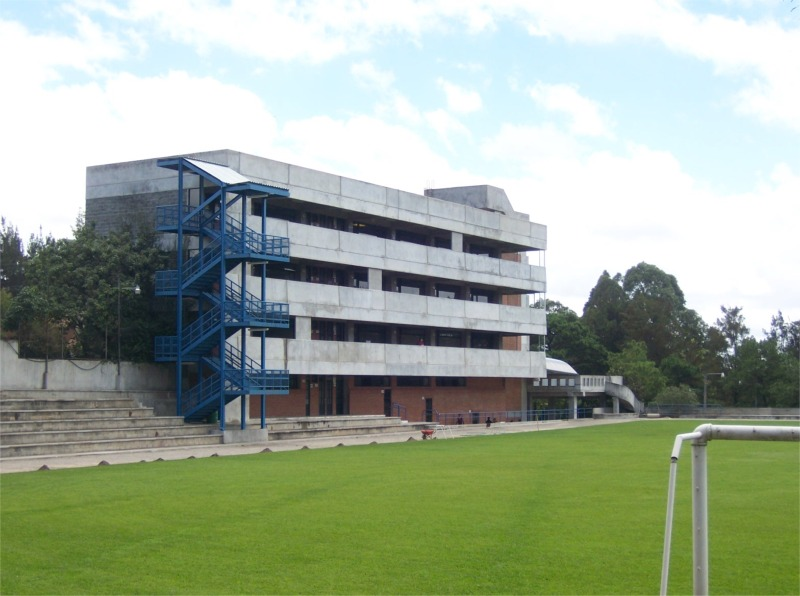
Edificio de Ciencias de la Comunicación.

- Facultad de Ciencias de la Administración
- Facultad de Ciencias de la Comunicación
- Facultad de Ciencias Económicas
- Facultad de Ciencias Jurídicas y Sociales
- Facultad de Ciencias Médicas y de la Salud
- Facultad de Ciencias Químicas y Biológicas
- Facultad de Criminología y Política Criminal
- Facultad de Humanidades
- Facultad de Ingeniería en Sistemas
- Facultad de Ingeniería, Matemática y Ciencias Físicas
- Facultad de Odontología
- Facultad de Psicología
- Facultad de Teología

## Postgrados (maestrías y doctorados)

### Administración de Empresas
- Administración de Negocios con Especialización
- Gestión de Proyectos y Finanzas
- Marketing
- Negocios Internacionales
- Administración Financiera con Especialización
- Bursátil y Bancaria
- Finanzas
- Finanzas de Inversión
- Riesgos Financieros

### Ciencias Criminalísticas
- Maestría en Ciencias Criminológicas y Criminalísticas
- Doctorado en Ciencias Criminológicas y Criminalísticas

### Ciencias Jurídicas y Sociales
- Derecho Civil
- Derecho Constitucional
- Derecho del Trabajo y Administración Empresarial
- Derecho Laboral
- Derecho Mercantil
- Derecho Notarial
- Derecho Penal y Procesal Penal
- Derecho Procesal Civil y Mercantil
- Derecho Tributario Financiero
- Derechos Humanos
- Doctorado en Administración de Justicia
- Doctorado en Derecho
- Doctorado en Derecho Constitucional

### Ciencias Económicas
- Especialización en Contabilidad y Auditoría Internacional con Enfoque en Riesgos
- Maestría en Economía con Especialización en Comercio Internacional
- Maestría en Contabilidad y Auditoría Internacional con Enfoque en Riesgos

### Ciencias Médicas y de la Salud
- Anestesia y Medicina del Dolor
- Cirugía General
- Educación en Ciencias de la Salud
- Gestión y Administración de Servicios de Salud
- Ginecología y Obstetricia
- Medicina Interna
- Pediatría
- Radiología y Diagnóstico por Imágenes
- Nutrición Clínica

### Enfermería
- Maestría en Enfermería

### Ingeniería
- Seguridad de Sistemas
- Maestría en Informática con énfasis en Banca Electrónica y Telecomunicaciones
- Doctorado en Ciencias de la Investigación

## Centros regionales
La Universidad Mariano Gálvez cuenta con cobertura en todo el país, además de su sede central. Ellos se encuentran localizados en: Alta Verapaz, Baja Verapaz, Chimaltenango, El Progreso, Escuintla, Huehuetenango, Izabal, Jalapa, Jutiapa, Petén, Quetzaltenango, Quiché, Retalhuleu, Sacatepéquez, San Marcos, Santa Rosa, Sololá, Suchitepéquez, Totonicapán , Chiquimula y Zacapa.

## Himno de la Universidad Mariano Gálvez
Alma Mater, tu origen cristiano
Entroniza en la Patria el deber
Y remonta su luz al Arcano.
Como un signo que irradia saber.
Al llamado puntual de la Ciencia
Acudimos con paso triunfal:
La Verdad es tu fértil herencia
Libertad, es tu lema inmortal.
Coro
Estudiantes de Mariano Gálvez
Honrad siempre a vuestra Universidad,
Con la entrega al estudio encomiable
Proclamad el Amor, la Verdad.
Alma Mater, tu Augusta raigambre
Es un símbolo de alta virtud,
En tus aulas un cálido enjambre
Le da mieles a la Juventud.
Egresados, volved jubilosos
Con el triunfo ceñido en la sien
Compartid los recursos gloriosos
Que os hicieron personas de bien.
Coro
Estudiantes de Mariano Gálvez
Honrad siempre a vuestra Universidad,
Con la entrega al estudio encomiable
Proclamad el Amor, la Verdad.